# Simson Sperber
Der Simson Sperber (Typbezeichnung SR4-3) war ein zweisitziges Leichtkraftrad aus dem ehemaligen VEB Fahrzeug- und Jagdwaffenwerk Simson Suhl, das zugleich das leistungsstärkste Modell der sogenannten Vogelserie darstellte.

## Modellgeschichte

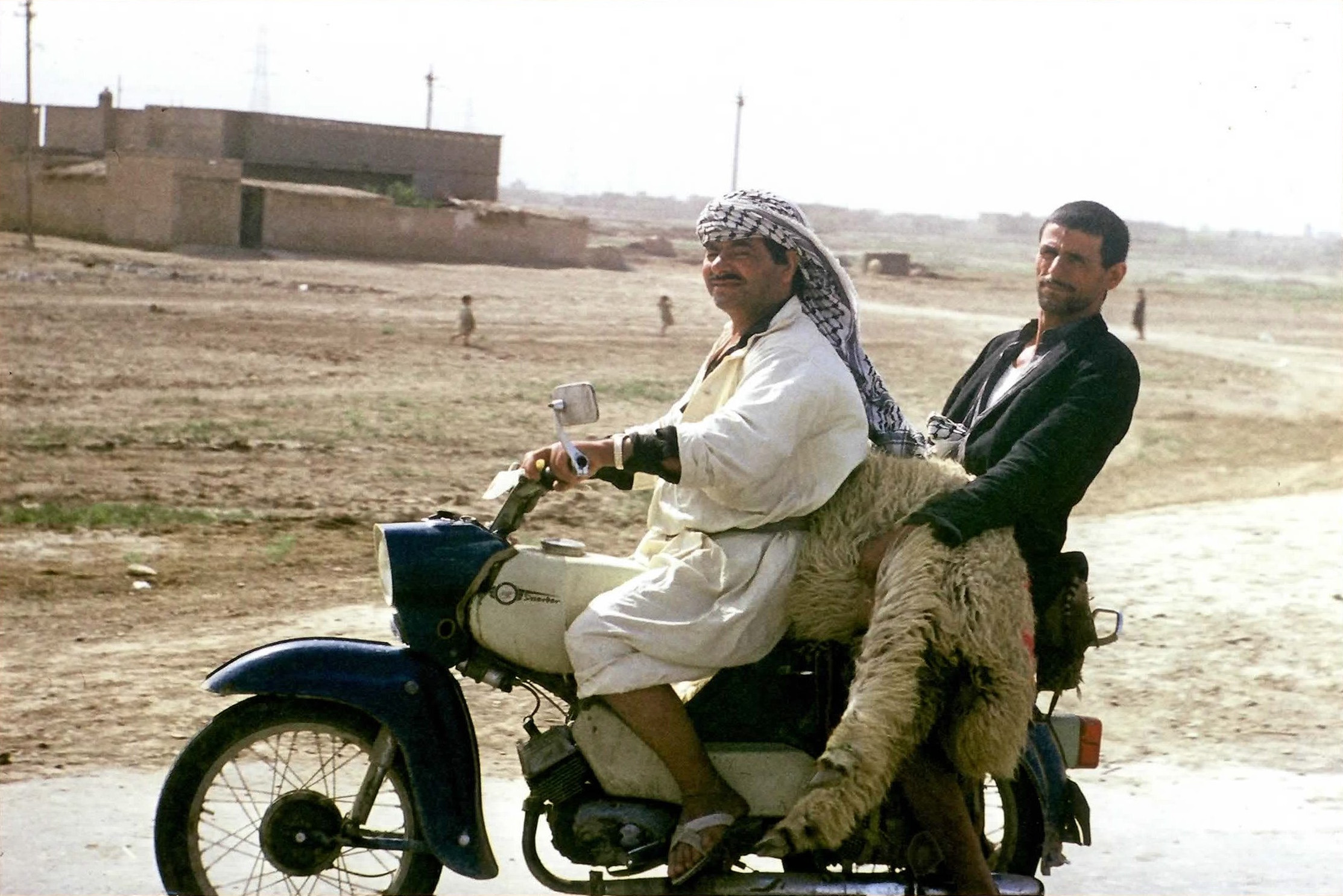
Vom Sperber erhoffte man sich vor allem Exporterfolg, der jedoch nur begrenzt eintrat. Dieses Foto von 1972 zeigt einen Sperber im Irak

Der von Karl Clauss Dietel gestaltete SR4-3 Sperber wurde von 1966 bis 1972 mit einer Stückzahl von ca. 80.000 produziert und besaß einen fahrtwindgekühlten 50-cm³-Zweitaktmotor, welcher eine Leistung von 4,6 PS entwickelte. Wegen dieses hochdrehenden Motors mit geänderten Steuerzeiten, einer entsprechend darauf abgestimmten, sehr großzügig dimensionierten Ansauganlage mit Trockenluftfilter (diese nahm den Platz unter dem Tank und der Sitzbank komplett ein) und einem fußgeschalteten Vierganggetriebe erreichte der Sperber auf ebener Fahrbahn eine Höchstgeschwindigkeit von etwa 75 km/h. Deshalb wurde der Sperber trotz eines Hubraumes von nur 50 cm³ als zulassungs-/kennzeichenpflichtiges Leichtkraftrad eingestuft (damalige Bezeichnung: Mokrad) und durfte sowohl früher in der DDR als auch heute noch in Deutschland nur mit einem Motorradführerschein (Fahrzeugklasse A, A2 oder A1) gefahren werden.
Der Sperber entsprach in Grundaufbau des Fahrwerks und der Ausstattung weitgehend dem Star, besaß aber einen etwas größeren 9,5-Liter-Tank (der später in modifizierter Form auch an den MZ ETS 125/150-Modellen zu finden war) und eine verstärkende Rahmenstrebe unterhalb dieses Tanks.
Außerdem wurden hier zur Steigerung des Fahrkomforts vorn wie hinten hydraulische Stoßdämpfer im Vollschwingen-Fahrwerk und eine etwas verlängerte Sitzbank (60 cm) verbaut. Die Soziusfußrasten waren starr an seitlichen Rahmenauslegern befestigt. Die Fahrzeugelektrik war auf 6 Volt ausgelegt, die Scheinwerferleistung gegenüber der des „Star“ aber durch einen neu entwickelten Schwunglichtmagnetzünder auf 25/25 Watt erhöht. Die Kupplung wurde durch 4 Scheiben-Korklamellen im Ölbad und verstärkte Stahlscheiben an die zu übertragenden Drehmomente angepasst. Bis auf wenige, ganz frühe Exemplare, die in rot-weiß ausgeliefert worden sind, wurde der Sperber stets in den Farben olympiablau und alabaster(-weiß) lackiert. In den ersten beiden Baujahren 1966/67 hatte der Sperber eine rote Sitzbank aus Kunstleder.
Der Neupreis (EVP) des Sperbers betrug in der DDR stets 1550,- Mark, er war also wesentlich preisgünstiger als die damalige MZ ES 150. Dennoch blieb die Nachfrage in der DDR wie auch im Export hinter den Erwartungen zurück. Aufgrund der großen Nachfrage nach zulassungsfreien Kleinkrafträdern im Inland entschied man sich dazu, die Produktion des Sperbers zugunsten eines neuen Kleinkraftrads „Habicht“ einzustellen. Die Fachzeitschrift KFT bedauerte die Entscheidung, weil sich Simson damit offensichtlich aus einer Fahrzeugklasse zurückzog, der nicht zuletzt im Export großes Potential zugesprochen wurde. Gleichzeitig wurde ein Überdenken der DDR-spezifischen 60-km/h-Regelung angeregt, die eine unangebrachte Bedarfskonzentration im Inland zufolge habe. Tatsächlich änderte sich an der gesetzlichen Regelung jedoch nichts mehr. In den 1980er Jahren wurden bei Simson wieder Leichtkrafträder hergestellt: Das S 70 und der SR80 mit 70 cm³. Auch diese Fahrzeuge erreichten lediglich (für Simson-Verhältnisse) geringe Stückzahlen. Nach 1990 gab es bei Simson erneut verschiedene Versuche, Leichtkrafträder in diesem Marktsegment zu etablieren, die letztlich scheiterten.
Nach Produktionsende des Sperbers hergestellte Ersatzmotoren können bereits für die Verwendung von Gemisch 1:50 ausgelegt sein, dies gilt für den Motor M54 KF ab Motornummer 2081449.

## Charakteristisches

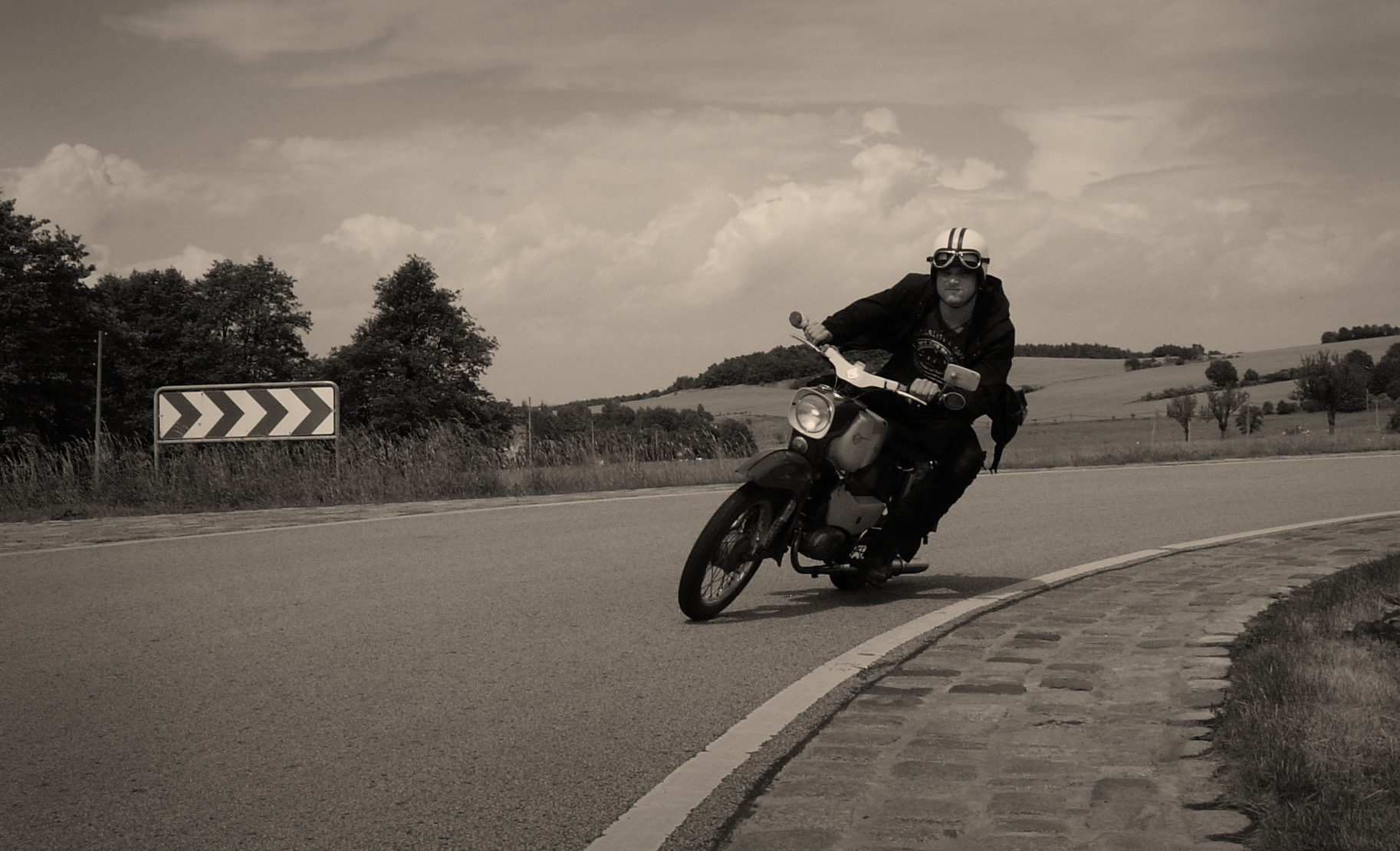
Simson Sperber SR4-3 in der Kurve

Noch vor Erscheinen des Sperbers wies die Fachzeitschrift Kraftfahrzeugtechnik darauf hin, dass ein Kleinkraftrad mit 75- oder 100 cm³ technisch wie auch führerscheinrechtlich eine sinnvollere Konstruktion für den Binnenmarkt sei als eine offene 50er. Bei Simson entschied man sich wohl mit Blick auf Exportmärkte und Standardisierungsaspekte dennoch für ein offenes 50 cm³-Kleinkraftrad.
Im zeitgenössischen Testbericht der KFT wird die gute Kühlwirkung des breit verrippten Zylinders und entsprechende Vollgasfestigkeit, der moderate Kraftstoffverbrauch von 2,9 l/100 km, die gelungene Formgestaltung und eine gute Kraftentfaltung in bestimmten Drehzahlbereichen gelobt. Insgesamt sei der Kraftanschluss beim Schalten der einzelnen Gänge aber nicht optimal. Die Höchstgeschwindigkeit von 75 km/h wurde nur bei liegendem Fahrer knapp erreicht, aufrecht sitzend waren es 68 km/h, was nur geringfügig mehr als bei den zulassungsfreien Typen Star und Schwalbe war. Jedoch wurde auch festgehalten, dass eine noch größere Motorleistung ein 5-Gang-Getriebe erfordert hätte, das sich im damaligen Simson-Motor konstruktiv gesehen nicht realisieren ließ. Sensibel reagierte der Sperber auf Unstimmigkeiten in Ansaug- und Abgasanlage. Kritisiert wurden die suboptimale Sitzposition durch den hohen gekröpften Lenker, die starken Vibrationen, der zu tief hängende Kippständer, das dysfunktionale Tachometer und geringe Seitenführungskraft der Reifen. In der Langstreckenbeurteilung über 10 000 km erwiesen sich Motor, Getriebe, Kupplung und Rahmen als einwandfrei. Insgesamt traten dennoch 17 Mängel an funktionswichtigen Teilen auf, vor allem Zündkerze und Reifen betreffend (8 Mängel). Über den gesamten Testzeitraum wurde ein Durchschnittsverbrauch von 3,15 l/100 km ermittelt und abschließend eine Höchstgeschwindigkeit von 73 km/h bei aufrecht sitzendem Fahrer gestoppt.

## Verkehrsrechtliches
Die korrekte Inbetriebnahme des Sperbers ist heutzutage oft mit Unklarheiten und Irrtümern verbunden. Er ist verkehrsrechtlich als Leichtkraftrad bis 50 cm³ eingestuft, da er mit 75 km/h bauartbedingter Höchstgeschwindigkeit angegeben ist. Da dies oft nicht beachtet wird und alle anderen technischen Daten auf ein Kleinkraftrad hinweisen, wird er mitunter irrtümlich als solches behandelt und mit einem „kleinen Versicherungskennzeichen“ für Kleinkrafträder gefahren. Damit besteht jedoch kein Schutz durch eine gültige Haftpflichtversicherung, mit allen rechtlichen Konsequenzen.
Der Fahrer eines Sperbers benötigt einen Führerschein der Klasse A1 oder höher (Klasse AM reicht nicht.). Der Sperber benötigt ein amtliches Kennzeichen und muss alle 24 Monate zur Hauptuntersuchung (HU). Weiterhin muss während der Fahrt die „Zulassungsbescheinigung Teil I (Fahrzeugschein)“ als Nachweis über die Erteilung eines amtlichen Kennzeichens mitgeführt werden. Die Ausstellung einer „Zulassungsbescheinigung Teil II (Fahrzeugbrief)“ ist bei Leichtkrafträdern wie dem Sperber nicht notwendig (siehe § 4 FZV). Fahrzeugbriefe wurden für den Sperber nur in der DDR benötigt. Stattdessen reicht heute ein Abdruck der ABE oder eine Datenbestätigung, welche ersatzweise vom Kraftfahrt-Bundesamt ausgestellt werden kann.

## Allgemeine Daten
| Kenngröße                     | Simson SR 4-3 Sperber                                   |
| ----------------------------- | ------------------------------------------------------- |
| Motor                         | M54 KF (Simson-Zweitakt)                                |
| Starter                       | Kickstarter                                             |
| Kühlung                       | Fahrtwind                                               |
| Bohrung (mm)                  | 40                                                      |
| Hub (mm)                      | 39,5                                                    |
| Hubraum (cm³)                 | 49,6                                                    |
| Verdichtung                   | 9,5:1                                                   |
| Leistung (PS/min)             | 4,6/6750                                                |
| Drehmoment (Nm)               | 4,7/6000                                                |
| Getriebe                      | 4-Gang Klauenschaltung, fußbetätigt                     |
| Vergaser                      | 16 N1-3                                                 |
| Tankinhalt (l)                | 9,5                                                     |
| Rahmen                        | Zentralrohr-Schalenrahmen, verstrebt                    |
| Bereifung                     | 16 × 2,75 (alte Bez. 20 × 2,75)                         |
| Bremse vorn/hinten            | Vollnaben-Trommelbremse (simplex)                       |
| Radführung vorn               | Langschwinge mit Federbeinen                            |
| Radführung hinten             | Langschwinge mit Federbeinen                            |
| Eigengewicht (kg)             | 80                                                      |
| Höchstgeschwindigkeit (km/h)  | 75 (Werksangabe)                                        |
| Bauzeit                       | 1966–1972                                               |
| Stückzahl                     | 80 000                                                  |
| Zylinder                      | 1                                                       |
| Kraftstoff-Ölgemisch          | 33:1                                                    |
| Verbrauch je 100 km (l)       | 3                                                       |
| zulässiges Gesamtgewicht (kg) | 230                                                     |
| Sitzplätze                    | 2                                                       |
| Scheinwerferleistung          | 25/25 W                                                 |
| Zündanlage                    | SLPZ 8307.3-100 / 6V/43W; Zündspule prim. 8352.1/2/ 12V |

## Wiederverwendung des Namens „Simson Sperber“
Im Zuge der Modernisierung der S 53/S 83-Baureihen wurde für diese Modelle wieder der Beiname „Sperber“ aufgegriffen. Die Umbenennung erfolgte ab etwa 1996, diese Modellpalette blieb bis zum Ende der Fahrzeugproduktion bei Simson 2002 erhalten. Es gab die Baureihen:
- Sperber 25 (auf 25 km/h gedrosselte Version des S 53)
- Sperber 50 (auf Basis des S 53)
- Sperber 80 (auf Basis des S 83)

Je nach Ausstattung folgten noch Namenszusätze: Basic, Beach Racer sowie später noch Street Fighter.
Weiterhin wurde der Name noch für ein von 1997 bis 2002 gebautes Kleinkraftrad verwendet, dem Simson Sperber 50 (MS50). Dieses Fahrzeug stellte eine Neuentwicklung dar. Hervorzuheben sind der Rahmen mit Zentralfederbein und der abgeänderte Motor mit 5-Gang-Getriebe und erhöhter Leistung. Der Preis eines MS50 im Jahr 1997 betrug 4170,-DM. Aufgrund der technischen Besonderheiten und der Seltenheit ist der MS50 das gefragteste Simson Zweirad nach der Wende.
Laut heutiger Literatur soll außerdem noch ein Modell namens Sperber 50 Sport existieren, welches die technischen Daten des MS50 besitzt, aber sonst einem Rennmotorrad entspricht. Darüber hinaus sind keine belastbaren Informationen zu finden. Möglicherweise handelt es sich nur um einen bekannt gewordenen Prototyp.